# Valentin (skulptör)
Valentin var en snickarmästare och skulptör verksam i Stockholm.
Valentin var verksam under 1600-talets första hälft i Stockholm och utförde 1636 en broskornamentik dekorerad ram till Vädersolstavlan i Stockholms Storkyrka.